# Arthur Bouquier
Arthur Bouquier (* 25. Dezember 2000 in Lons-le-Saunier) ist ein französischer Tennisspieler.

## Karriere
Bouquier spielte zwischen 2017 und 2018 auf der ITF Junior Tour und gewann dort je zwei Einzel- und Doppeltitel. In der Junioren-Rangliste erreichte er mit Platz 124 seine höchste Notierung.
Bei den Profis hatte Bouquier ab 2019 vor allem im Doppel Erfolg: 2021 gewann er auf der drittklassigen ITF Future Tour die ersten sechs Titel, gefolgt von neun weiteren Titeln im Folgejahr. Die Saison 2022 schloss er im Einzel und Doppel jeweils auf einem Karrierehoch in der Weltrangliste ab, seine bis dato höchste Position im Doppel erreichte er Anfang 2023 mit Platz 249. 2023 und 2024 kamen je drei weitere Titel im Doppel dazu.
Im Einzel hingegen schaffte er erst im Januar 2024 das erste Mal den Einzug in ein Future-Endspiel. Noch im selben Monat gewann er auch den ersten Einzeltitel, dem er noch im selben Jahr einen weiteren folgen ließ. Zwischenzeitlich stand er unter den Top 400 der Weltrangliste, wodurch er erste Teilnahmen an Turnieren der ATP Challenger Tour verbuchen konnte. In Rennes überstand er erstmals die erste Runde eines Challengers. Bouquier überraschte Anfang Februar 2025 beim Turnier in Lille die Konkurrenz. Er startete in der Qualifikation und gewann sieben Matches in Folge, darunter mit Benjamin Bonzi auch gegen die Nummer 62 der Welt. Im Finale gab sein Landsmann Lucas Pouille bei Stand von 6:3, 3:5 auf, womit Bouquier seinen größten Karrieretitel errang. Mit dem Halbfinaleinzug in Pau zwei Wochen später knüpfte er an seine Leistung an und stieg bis auf Platz 222 der Weltrangliste.

## Erfolge
| Legende (Anzahl der Siege) |
| Grand Slam                 |
| ATP Finals                 |
| ATP Tour Masters 1000      |
| ATP Tour 500               |
| ATP Tour 250               |
| ATP Challenger Tour (1)    |

### Einzel

#### Turniersiege
| Nr. | Datum           | Turnier | Belag         | Finalgegner   | Ergebnis        |
| --- | --------------- | ------- | ------------- | ------------- | --------------- |
| 1.  | 9. Februar 2025 | Lille   | Hartplatz (i) | Lucas Pouille | 6:3, 3:5 aufgg. |